# Terraplane Blues
Terraplane Blues – utwór bluesowy Roberta Johnsona z 1936 roku. W piosence muzyk oskarża swoją dziewczynę o zdradę, posługując się jako metaforą popularną w latach 30. marką samochodu Terraplane.
Utwór był grany i interpretowany przez wielu artystów, między innymi Canned Heat, Johna Lee Hookera, Erica Claptona i Petera Greena. Nagranie Led Zeppelin z płyty Physical Graffiti, "Trampled Under Foot" jest silnie zainspirowany standardem Johnsona.